# Badoc
Badoc (Bayan ng Badoc) är en kommun i Filippinerna. Kommunen ligger på ön Luzon, och tillhör provinsen Norra Ilocos. Folkmängden uppgår till 27 862 invånare.

## Barangayer
Badoc är indelat i 31 barangayer.
| - Alay-Nangbabaan (Alay 15-B) - Alogoog - Ar-arusip - Aring - Balbaldez - Bato - Camanga - Canaan (Pob.) - Caraitan - Gabut Norte - Gabut Sur | - Garreta (Pob.) - Labut - Lacuben - Lubigan - Mabusag Norte - Mabusag Sur - Madupayas - Morong - Nagrebcan - Napu | - La Virgen Milagrosa - Pagsanahan Norte - Pagsanahan Sur - Paltit - Parang - Pasuc - Santa Cruz Norte - Santa Cruz Sur - Saud - Turod |